# بورووو-مون
بورووو-مون (به لهستانی:  Borowo-Młyn) یک روستا در لهستان است که در گمینا پوبیجسکا واقع شده‌است.